# Puloulou
Een puloulou is een staf met kogels aan beide einden. In het verleden kreeg iemand die een Puloulou vasthield asiel. Hij kon niet gevangen worden genomen of worden gedood.
In de Orde van Kalakaua I komen twee gekruiste Puloulou voor.